# Орехово (Севниця)
Орехово (словен. Orehovo) — поселення в общині Севниця, Споднєпосавський регіон, Словенія. Висота над рівнем моря: 187,5 м.